# Symfonie nr. 16 (Mozart)
Symfonie nr. 16 in C majeur, KV 128, is een symfonie van Wolfgang Amadeus Mozart. Hij schreef de symfonie op zestienjarige leeftijd in mei 1772.

## Orkestratie
De syomfonie geschreven voor:
- Twee hobo's.
- Twee hoorns.
- Strijkers.

## Delen
De symfonie bestaat uit drie delen:
- I Allegro maestoso.
- II Andante grazioso.
- III Allegro.